# Хасбулатова, Зинаида Сайдаевна
Зинаида Сайдаевна Хасбулатова (род. 27 марта 1956, Текели, Алма-Атинская область, Казахская ССР, СССР) — советский и российский учёный, первая чеченка, ставшая доктором химических наук, Заслуженный деятель науки Чеченской Республики, член-корреспондент Российской Академии Естествознания.

## Биография
Родилась в депортации в городе Текели в 1956 году. В 1979 году окончила химический факультет Казахского государственного университета имени Кирова, затем работала учителем химии и биологии в Талды-Курганской области.
В 1982 году стала ассистентом кафедры биоорганической химии Чечено-Ингушского государственного университета. В 1987 году поступила в аспирантуру Московского химико-технологического института им. Д. И. Менделеева. После окончания аспирантуры в 1991 году вернулась в Чеченский университет и стала старшим преподавателем кафедры биоорганический химии. С 1995 года заведует кафедрой химии Чеченского педагогического института.
В 1995 году защитила кандидатскую диссертацию в Российском химико-технологическом университете. В 1998 году стала доцентом. В 2010 году в Кабардино-Балкарском государственном университете имени Х. М. Бербекова защитила докторскую диссертацию по теме «Полиэфиры на основе производных n-оксибензойной и фталевых кислот».
Под её руководством подготовлено 2 кандидата наук. Является автором более 130 научных публикаций, монографий и учебных пособий, автор 9 патентов и заявок на изобретение.

## Награды и звания
- Заслуженный деятель науки Чеченской Республики;
- Научный работник 2011 года по Чеченской Республике;
- Лауреат премии «Серебряная сова» в номинации «Образование» за 2011 год.